# Władimir Tiendriakow
Władimir Tiendriakow (ros. Влади́мир Фёдорович Тендряко́в, ur. 5 grudnia 1923 we wsi Makarowskaja, w ówczesnej guberni wołogodzkiej, zm. 3 sierpnia 1984 w Moskwie) – radziecki, rosyjski pisarz.

## Życiorys
Urodził się w rodzinie sędziego, później starszego prokuratora. W listopadzie 1941 powołany do wojska, w roku 1943 został ranny pod Charkowem i po pobycie w szpitalu zwolniony ze służby wojskowej. Zamieszkał w obwodzie kirowskim, gdzie został nauczycielem przysposobienia wojskowego, potem sekretarzem Komsomołu na rejon podosinowski.
W roku 1945 zamieszkał w Moskwie, w roku 1946 rozpoczął studia w Instytucie Kinematografii im. Gierasimowa, po roku przeniósł się do Instytutu Literackiego im. Gorkiego, który ukończył w roku 1951. Studiował pod opieką Konstantina Paustowskiego. 
W roku 1948 został członkiem Komunistycznej Partii Związku Radzieckiego. 
Pierwsze opowiadania publikował w tygodniku „Ogoniok” w latach 1948–1953. Od roku 1955 tworzył jako zawodowy pisarz. W latach sześćdziesiątych coraz częściej spotykał się z ingerencjami cenzury. Niektóre utwory mogły się ukazać dopiero w latach pieriestrojki, po śmierci autora.
W latach 1967, 1971, 1976 i 1981 był wybierany do zarządu Związku Pisarzy ZSRR.
Oprócz prozy zajmował się scenariopisarstwem i reżyserią. Tiendriakow występował wielokrotnie w obronie prześladowanych dysydentów. Zmarł w wieku 60 lat wskutek udaru mózgu.

## Dzieła w tłumaczeniu na j. polski (wybór)
- Ciasny węzeł tł. Witolda Jurkiewicz (oprac. graf. Marek Freudenreich). Warszawa : Ludowa Spółdzielnia Wydawnicza, 1962.
- Jętka-jednodniówka; Znajda tł. Halina Klemińska. Warszawa : Państwowy Instytut Wydawniczy, 1968.
- Krótkie spięcie tł. Krystyna Latoniowa. Warszawa : Państwowy Instytut Wydawniczy, dr. 1963.
- Na szczęśliwej wyspie komunizmu tł. z ros. Wiera Bieńkowska, Eugenia Siemaszkiewicz, Rozalia Lasotowa Warszawa : "Krąg", 1991 ISBN 83-85199-03-9.
- Noc po balu tł. Irena Piotrowska. Warszawa : Państ. Instytut Wydawniczy, 1976.
- Sąd tł. Krystyna Latoniowa ; il. Andrzej Strumiłło. Warszawa : Państwowy Instytut Wydawniczy, 1962.
- Spotkanie z Nefretete tł. Janina Dziarnowska ; [wiersze przeł. Jerzy Litwiniuk]. Warszawa : Państwowy Instytut Wydawniczy, 1967.
- Sześćdziesiąt świec tł. Alicja Wołodźko-Butkiewicz. Warszawa : Państ. Instytut Wydawniczy, 1984 ISBN 83-06-01026-4.
- Trójka, siódemka, as tł. Ziemowit Fedecki. Warszawa : "Iskry", 1960.
- Trójka, siódemka, as tł. Ziemowit Fedecki. Warszawa : "Książka i Wiedza", 1983 ISBN 83-05-11150-4.
- Wiosenne szachrajstwa; Trzy worki pszenicy tł. Irena Piotrowska. Warszawa : Państwowy Instytut Wydawniczy, 1975
- W pogoni za jutrem tł. Janina Dziarnowska. Warszawa : "Czytelnik", 1961.
- Wśród lasów tł. Krystyna Latoniowa.Warszawa : Państwowy Instytut Wydawniczy, 1956.
- Zaćmienie tł. Zofia Gadzinianka. Warszawa : "Czytelnik", 1982 ISBN 83-07-00552-3.
- Zgon tł. Janina Dziarnowska. Warszawa : Państwowy Instytut Wydawniczy, 1969,1978.